# Dihyah al-Kalbi
Dihyah ibn Khalifah al-Kalbi (en arabe : دِحْيَة ٱبْن خَلِيفَة ٱلْكَلْبِيّ, Diḥyah al-Kalbīy), parfois orthographié Dahyah, était un compagnon du prophète de l'islam, Mahomet. Il fut le messager de Mahomet pour l'empereur romain Héraclius .

## Description physique
Selon Aisha, Mahomet a vu Jibril deux fois « sous son apparence vraie » et à d'autres occasions comme un homme ressemblant à Dihyah ibn Khalifah al-Kalbi, un compagnon extraordinairement beau tel que rapporté par les sources de la tradition musulmane.

## Expédition de Zayd ibn Harithah (Hisma)
À son retour de Syrie, la caravane de Dihya fut attaquée par la tribu des Banu Judham et dut solliciter l'aide de la tribu des Banu Dubayb, une tribu convertie à l'islam et qui avait de bonnes relations avec les musulmans. Lorsque la nouvelle est parvenue à Mahomet, il a immédiatement envoyé Zayd ibn Harithah avec 500 hommes pour punir les pilleurs de Banu Djudham. L'armée musulmane affronta les Banu Judham et tua plusieurs de ses membres, dont leur chef Al-Hunayd ibn Arid et son fils, captura mille chameaux, cinq mille têtes de bétail et cent captifs, entre femmes et enfants. Le nouveau chef des Banu Judham embrassa l'islam et demanda à Mahomet la libération des captifs de sa tribu. Mahomet les libéra.  
Dihyah mourut durant le règne du calife omeyyade Mu'awiya Ier, vers 670